# Raión de Zolochiv
Raión de Zólochiv (en ucraniano: Зо́лочівський райо́н) es un raión o distrito de Ucrania en el óblast de Leópolis. Se ubica en el noreste de la óblast y su capital es la ciudad de Zólochiv.
Los límites del raión fueron definidos en 2020 mediante la fusión del hasta entonces raión de Zólochiv con los hasta entonces vecinos raiones de Brody y Busk. Hubo algunas pequeñas correcciones respecto a los límites de los raiones antiguos: por ejemplo, la ciudad de Hlyniany, que hasta 2020 pertenecía al raión de Zólochiv, forma parte ahora del vecino raión de Leópolis.

## Subdivisiones
Desde la reforma territorial de 2020 comprende siete municipios: las ciudades de Brody, Busk y Zólochiv, los asentamientos de tipo urbano de Krasné, Pidkamin y Pomoriany y el municipio rural de Zábolottsi.

## Demografía
Según estimación de 2010, contaba con una población total de 74 686 habitantes en sus límites antiguos.

## Otros datos
El código KOATUU fue 4621800000. El código postal 80700 y el prefijo telefónico +380 3265.